# Archipel d'Hochelaga
Pour les articles homonymes, voir Hochelaga.

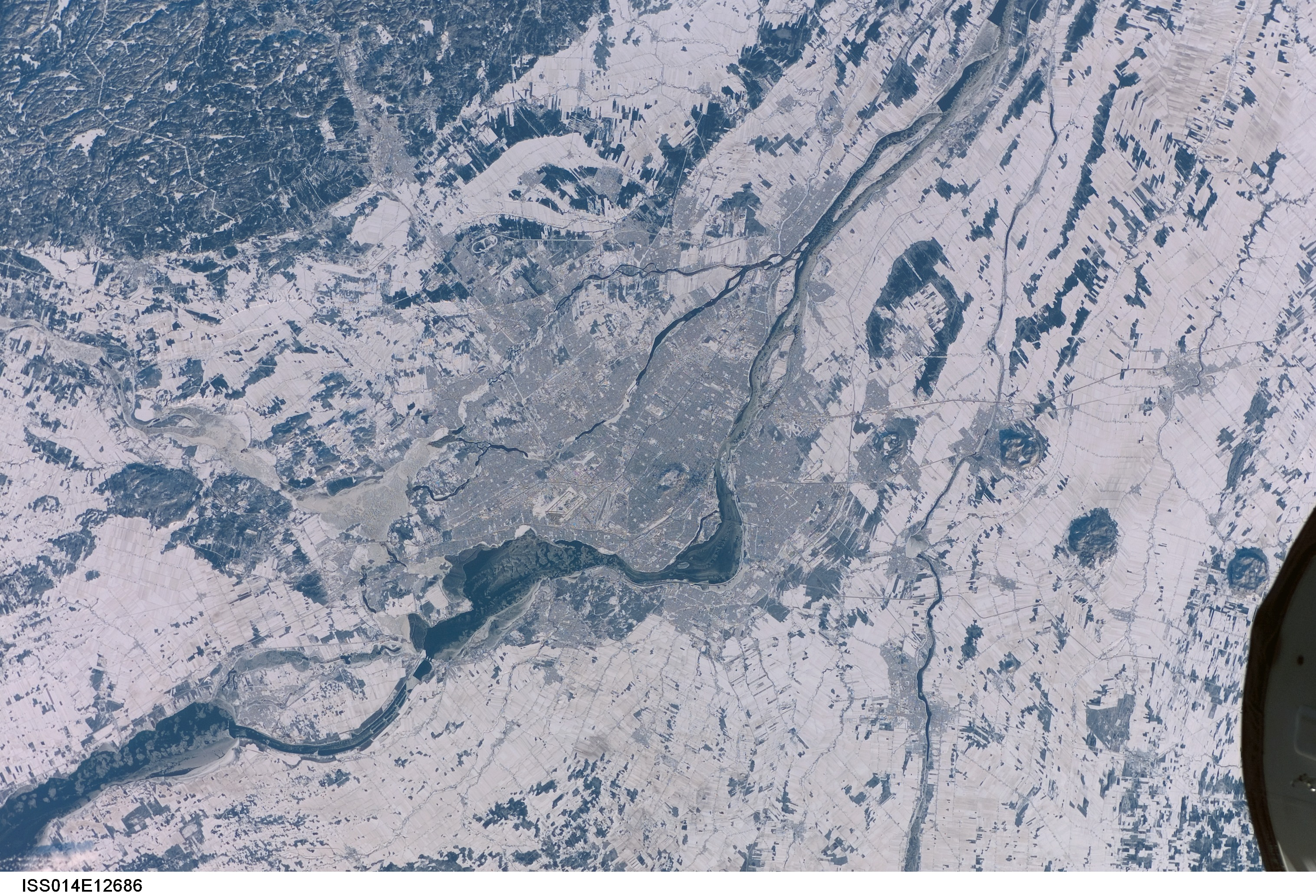
L'archipel d'Hochelaga et la région métropolitaine de Montréal, vus de l'espace.

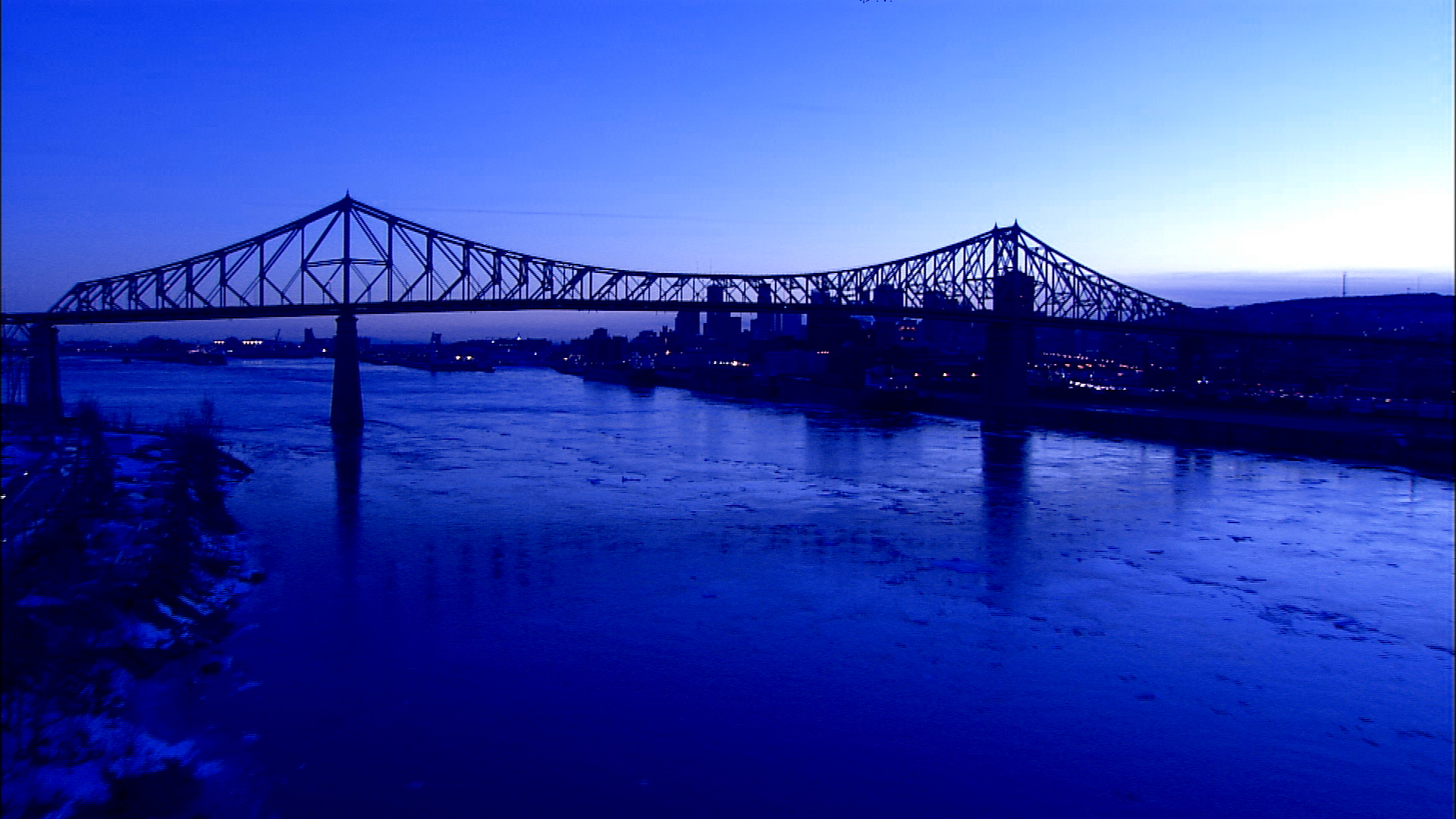
L'île de Montréal et le pont Jacques-Cartier.

L'archipel d'Hochelaga est un groupe d'environ 320 îles au confluent du fleuve Saint-Laurent et de la rivière des Outaouais. Il constitue le cœur de la région métropolitaine de Montréal, dans le sud-ouest du Québec. L'archipel comprend toutes les îles de la rivière des Mille-Îles, de la rivière des Prairies et d'une partie du fleuve Saint-Laurent, de l'île Perrot jusqu'aux îles situées au large de Varennes, inclusivement.

## Histoire
L'archipel prend son nom du village de Hochelaga, un village iroquoien sur l'île de Montréal, disparu à la fin du XVIe siècle sans laisser de traces.
C'est le frère Marie-Victorin qui, en 1935, nomme l'archipel avec l'un des plus anciens noms de Montréal. Dans sa Flore laurentienne, il écrit que c'est « un extraordinaire carrefour d'eaux courantes »,.

## Territoire

### Montréal
Montréal est la plus grande île de l'archipel d'Hochelaga, elle est occupée en plus grande partie par la ville de Montréal, qui s'étend aussi sur 74 plus petites îles faisant partie de l'archipel, notamment l'île Bizard, l'île Notre-Dame, l'île Sainte-Hélène et l'île des Sœurs.
L'île de Montréal mesure près de 48 km de longueur sur 16 km dans sa plus grande largeur, pour une circonférence 120 km. Des sédiments variés recouvrent la structure rocheuse de l'île, ces sédiments forment une topographie de terrasses et de vallons. Seize municipalités occupent cette surface urbanisée où se concentre 26 % de la population du Québec.

### Laval
La deuxième île de l'archipel est l'île Jésus qui, avec les Îles-Laval et d'autres îles plus petites situées sur la rivière des Prairies et la rivière des Mille îles, forment la ville et la région administrative de Laval. 

### Montérégie
Certaines îles de l'archipel font partie de la région administrative de la Montérégie, notamment les îles de Boucherville, l'île Perrot, les îles de Varennes et l'île Sainte-Thérèse.

### Laurentides et Lanaudière
Certaines îles de l'archipel font partie des régions administratives de Lanaudière et des Laurentides, notamment plusieurs îles situées sur la rivière des Milles îles et à l'extrémité est de l'archipel aux confluents de la rivière des Prairies et du fleuve Saint-Laurent.

## Population
Au 1er juillet 2021, l'archipel d'Hochelaga comptait officiellement 2 556 040 habitants, répartis dans les municipalités suivantes : 
| Municipalité               | Population (2021) | Composition insulaire de chaque municipalité                                          |
| -------------------------- | ----------------- | ------------------------------------------------------------------------------------- |
| Montréal                   | 1 825 208         | Île Bizard Île de Montréal (en partie) Île Sainte-Hélène Île Notre-Dame Île des Sœurs |
| Laval                      | 441 929           | Île Jésus Îles Laval (île Bigras, île Pariseau, île Ronde et île Verte) Île Paton     |
| Dollard-Des Ormeaux        | 50 302            | Île de Montréal (en partie)                                                           |
| Côte-Saint-Luc             | 35 117            | Île de Montréal (en partie)                                                           |
| Pointe-Claire              | 33 714            | Île de Montréal (en partie)                                                           |
| Mont-Royal                 | 21 844            | Île de Montréal (en partie)                                                           |
| Westmount                  | 21 152            | Île de Montréal (en partie)                                                           |
| Kirkland                   | 20 046            | Île de Montréal (en partie)                                                           |
| Beaconsfield               | 19 942            | Île de Montréal (en partie)                                                           |
| Dorval                     | 19 907            | Île de Montréal (en partie)                                                           |
| Pincourt                   | 15 109            | Île Perrot (en partie)                                                                |
| L'Île-Perrot               | 11 455            | Île Perrot (en partie)                                                                |
| Notre-Dame-de-l'Île-Perrot | 11 366            | Île Perrot (en partie)                                                                |
| Hampstead                  | 7 472             | Île de Montréal (en partie)                                                           |
| Montréal-Ouest             | 5 300             | Île de Montréal (en partie)                                                           |
| Sainte-Anne-de-Bellevue    | 5 048             | Île de Montréal (en partie)                                                           |
| Montréal-Est               | 4 094             | Île de Montréal (en partie)                                                           |
| Baie-D'Urfé                | 3 944             | Île de Montréal (en partie)                                                           |
| Terrasse-Vaudreuil         | 1 985             | Île Perrot (en partie)                                                                |
| Senneville                 | 973               | Île de Montréal (en partie)                                                           |
| L'Île-Cadieux              | 128               | Île Cadieux                                                                           |
| L'Île-Dorval               | 5                 | Île Dorval                                                                            |
| Total                      | 2 556 040         | Archipel d'Hochelaga                                                                  |

## Liste des îles
Voici une liste non exhaustive des îles composant l'archipel d'Hochelaga :
- Archipel du Mitan[5], comprenant :
  - Île du Moulin
  - Île Migneron
  - Île du Bois Debout
  - Îlot Charpentier
  - Île du Mitan
- Île à l'Aigle
- Île Arsenault
- Île Arthur-Sauvé
- Île aux asperges
- Île Avelle
- Île Barwick
- Île Béique
- Île Bélair
- Île Bellevue
- Île Bizard
- Île au Bœuf
- Île Boily
- Île au Bois Blanc
- Île Boisée
- Île Bonfoin

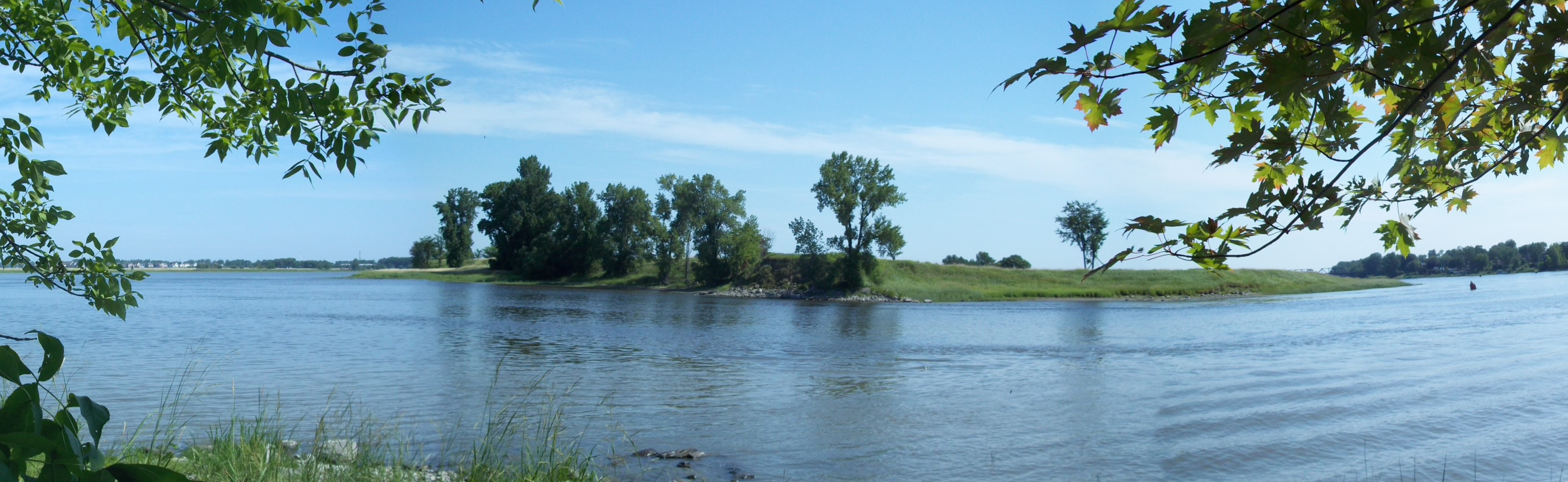
Île Bonfoin vue de l'île Haynes, Rivière des Prairies.

- Île Bouchard (ou île Bushy) (fleuve Saint-Laurent)
- Île Bouchard (rivière des Milles Îles)
- Îles de Boucherville, comprenant :
  - Île Charron
  - Île de la Commune
  - Île Dufault
  - Île Grosbois
  - Île Lafontaine
  - Île Montbrun
  - Île à Pinard
  - Île aux Raisins
  - Île Saint-Jean
  - Île Sainte-Marguerite
  - Île Tourte Blanche
  - Îlot de la Baronnie (anciennement île Verte ou îlets Verts)
  - Grandes Battures Tailhandier

- Île Bourdon
- Île Bourdon (rivière des Milles Îles)
- Île Boutin
- Île Bradford
- Île Bray
- Île Cadieux
- Île aux Canards
- Île Cardinal
- Île Caron
- Île aux Cerfeuils
- Île Chabot
- Île Chapleau
- Île Charlotte
- Île aux Chats
- Île du Cheval de Terre
- Île aux Chèvres (située près de l'île Perrot, ne pas confondre avec l'île homonyme des rapides de Lachine)
- Île Claude
- Île Collins
- Île Corbeil
- Île aux Crapauds
- Île Daoust
- Île Darling
- Île Deslauriers
- Île Desroches
- Île Dixie
- Île Dorval
- Île Dowker
- Île Drouin
- Île Drouveleur
- Île Ducharme
- Île Eugène
- Île au Foin
- Île Forget
- Île aux Fraises
- Île Gagné
- Île des Gardes
- Île Garth
- Île Gaudette
- Île Girwood
- Île de Grandmont
- Île Harbec
- Île Haynes
- Île Hector-Champagne
- Île Hiam
- Île Hog
- Île Isaïe-Locas
- Île Jargaille
- Île Jasmin
- Île Jésus
- Île Joly
- Île Joseph-Lacombe
- Île des Juifs
- Île Kennedy
- Île Lacroix
- Île Lambert-Guérin
- Île Lamontagne
- Île Lamothe
- Île Langlois
- Île Lapierre

- Îles-Laval, comprenant :
  - Île Bigras
  - Île Pariseau
  - Île Ronde
  - Île Verte

- Île Lefebvre
- Île Limoges
- Île Locas
- Île des Lys
- Île Madore
- Île de Mai
- Île Malouin
- Île Mathieu
- Île Maurice
- Île Ménard
- Île Mercier
- Île de Montréal
- Île Morris
- Île Morton
- Île des Moulins
- Île du Moulin de Saint-François
- Île aux Moutons (fleuve St-Laurent)
- Île aux Moutons (plusieurs îles du même nom sur la rivière des Milles îles)
- Île Mud Pie
- Île Noëlla
- Île Norbert-Aubé
- Île Notre-Dame

- Îles de la Paix[6], comprenant :
  - Île des Cruisers
  - Île au Diable
  - Île du Docteur
  - Île des Faubert
  - Île Mercier
  - Île à Napoléon
  - Île aux Plaines
  - Île Plate
  - Île Ronde
  - Île à Tambault
  - Île à Thomas
  - Île aux Veaux

- Île Paré
- Île Paton
- Île Perron
- Île Perrot
- Île Perry
- Île de Pierre
- Île aux Pins
- Île aux Plaines
- Île Poirier
- Île Provost
- Île aux Pruches
- Île Rainville
- Îles des Rapides de Lachine ou Îles du Sault-Saint-Louis, comprenant :
  - Île à Boquet
  - Île aux Chèvres
  - Île au Diable
  - Île aux Hérons
  - Île Rock
  - Les Sept-Sœurs (archipel d'îlots non nommés)
  - Îles aux Sternes (archipel d'îlots non nommés)
- Île Rathé
- Île Raymond
- Île Rochon
- Île Ronde (îlot situé à l'ouest de l'île Perrot, ne pas confondre avec une île des Îles-Laval et des Îles de la Paix)
- Île Roussin
- Île de Roxboro
- Île Saint-Bernard
- Île Saint-Jean
- Île Saint-Nicolas
- Île Saint-Joseph
- Île Saint-Laurent
- Île Sainte-Hélène
- Île Saint-Pierre
- Île Sainte-Thérèse
- Île Serre
- Île des Sœurs
- Île Sunset
- Île Taillefer
- Île Tekakwitha
- Île Todd
- Île aux Tourtes
- Île du Tremblay
- Île à la Truie
- Île Turcotte
- Île aux Vaches (fleuve Saint-Laurent)
- Île aux Vaches (rivière des Milles Îles)
- Îles de Varennes, comprenant : 
  - Île au Beurre
  - Île aux Fermiers
  - La Grande Île
  - Île à la Cabane
  - Île Masta (aussi connue sous les noms Île Mastaï et Île de la Marée)
  - Île Saint-Patrice
- Île aux Veaux
- Îlet Vert
- Îles aux Vignes
- Île de la Visitation
- Île Witheford
- Île Wight
- Île Yale